# Mitra Nazar
Mitra Nazar (Delfzijl, 20 oktober 1980) is een Nederlands journalist. Haar moeder komt uit Friesland, haar vader komt uit Iran.
Na haar middelbare school ging Nazar aan de Universiteit Utrecht Taal- en cultuurstudies studeren. Na twee jaar switchte ze naar Pedagogische wetenschappen en studeerde ze in 2005 af. Omdat ze tijdens haar studie een minor Journalistiek had gevolgd, wist Nazar dat ze daar haar werk van wilde maken.
Bij de Radio Nederland Wereldomroep werkte ze mee aan het programma Uruzgan FM voor de Nederlandse militaire missie in Afghanistan. Daarna werkte Nazar freelance voor verschillende media als NU.nl en RTV Utrecht.
Vanaf 2012 was Nazar freelance correspondent voor Zuidoost-Europa vanuit Belgrado. In 2017 werd ze Balkancorrespondent voor de NOS.
In april 2020 werd Nazar voor de NOS correspondent in Turkije, en sinds mei 2022 ook Griekenland (voor NOS Journaal op TV). In augustus 2025 nam ze afscheid van haar standplaats en werd ze in haar correspondentschap opgevolgd door Gülsah Ercetin. Nazar ging hierna aan de slag als verslaggever bij Nieuwsuur.

## Privé
Nazar heeft een Britse vriend en een dochter.